# 小砂川駅
小砂川駅（こさがわえき）は、秋田県にかほ市象潟町小砂川字小田にある、東日本旅客鉄道（JR東日本）羽越本線の駅である。

## 歴史

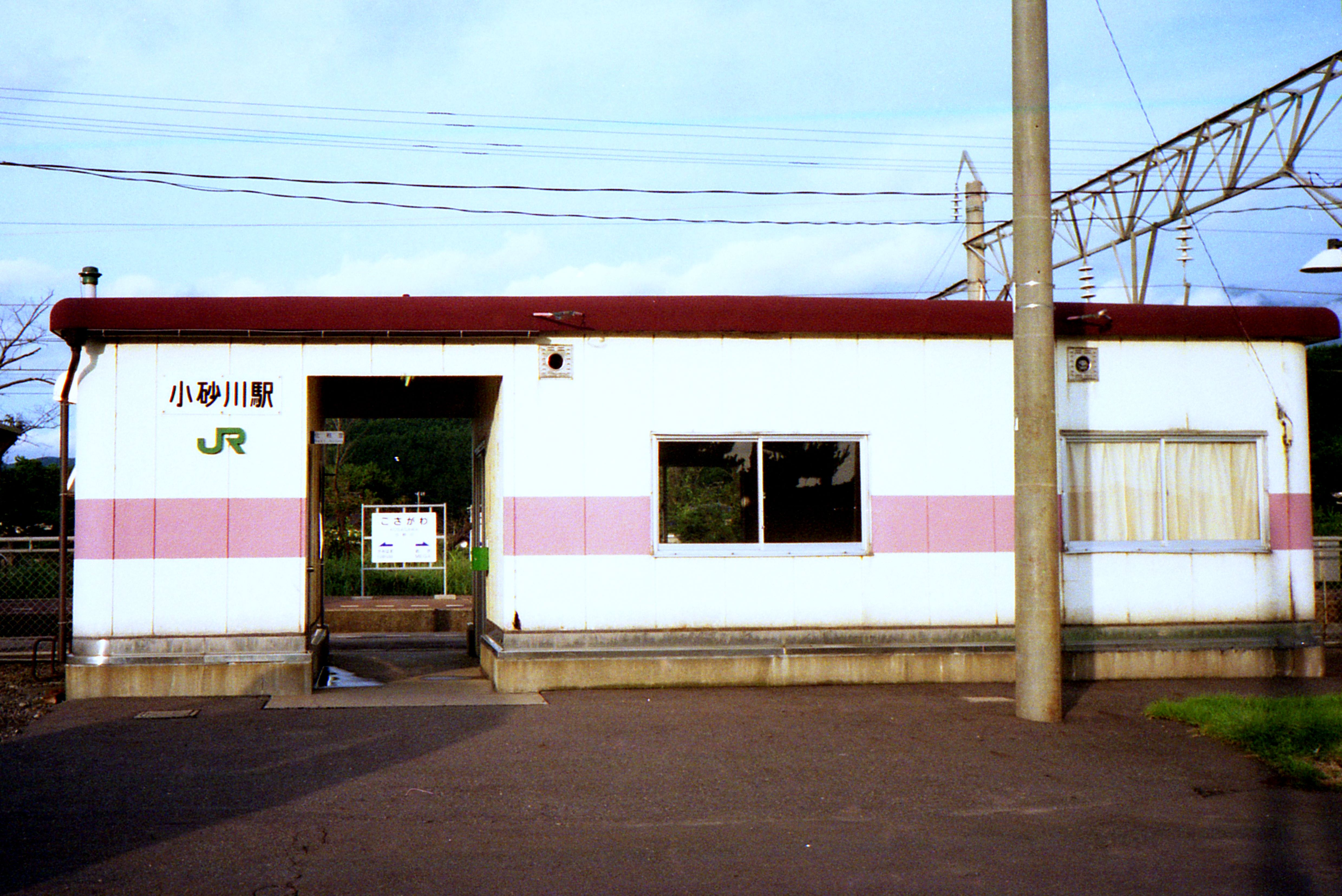
改築前の駅舎（1995年8月）

- 1921年（大正10年）11月15日：国鉄陸羽西線・吹浦 - 象潟間開通の際、由利郡上浜村に新設[2]。
- 1924年（大正13年）4月20日：羽越線（後の羽越本線）に所属線を変更。
- 1962年（昭和37年）10月1日：貨物取扱を廃止[3]
- 1972年（昭和47年）10月1日：荷物扱いを廃止[3]。駅員無配置駅となり[4]、簡易委託化[5]。
- 1982年（昭和57年）：海上コンテナを改造した駅舎に改築される[6]。
- 1987年（昭和62年）4月1日：国鉄分割民営化により、JR東日本の駅となる[3]。
- 2010年（平成22年）4月1日：象潟駅から羽後本荘駅に管理駅が変更となる。
- 2015年（平成27年）11月1日：無人化。
- 2024年（令和6年）10月1日：えきねっとQチケのサービスを開始[1][7]。

## 駅構造
相対式ホーム2面2線を有する地上駅である。以前は2面3線であったが、旧3番線は架線が取り払われ使用されていない。2つのホームは跨線橋によって連絡されている。
羽後本荘駅管理の無人駅である。駅本屋は西側にあり、取付道路が旧国道に接続している。

### のりば
| 番線 | 路線      | 方向 | 行先     |
| ---- | --------- | ---- | -------- |
| 1    | ■羽越本線 | 下り | 秋田方面 |
| 2    | ■羽越本線 | 上り | 酒田方面 |

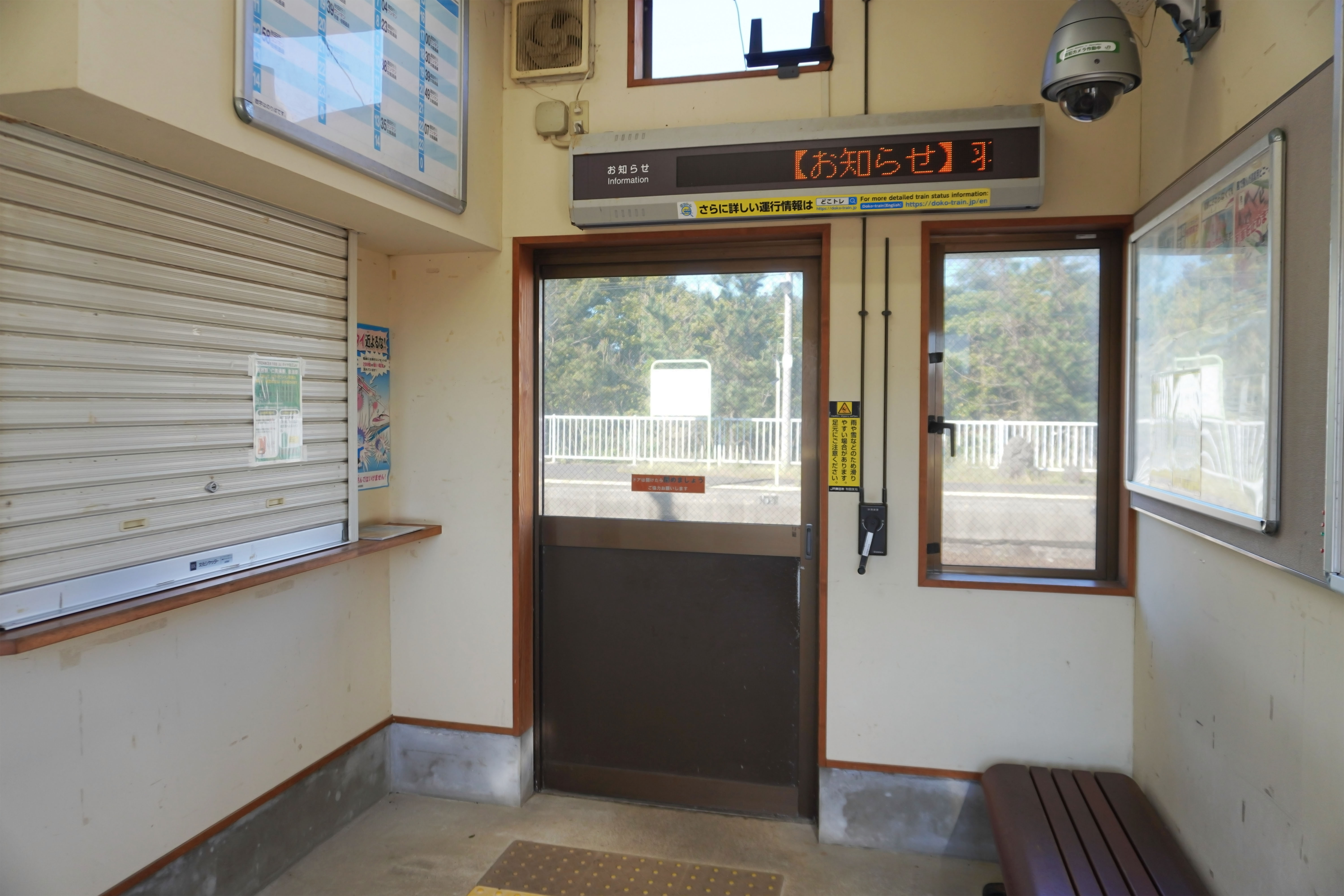
駅舎内（2024年5月）
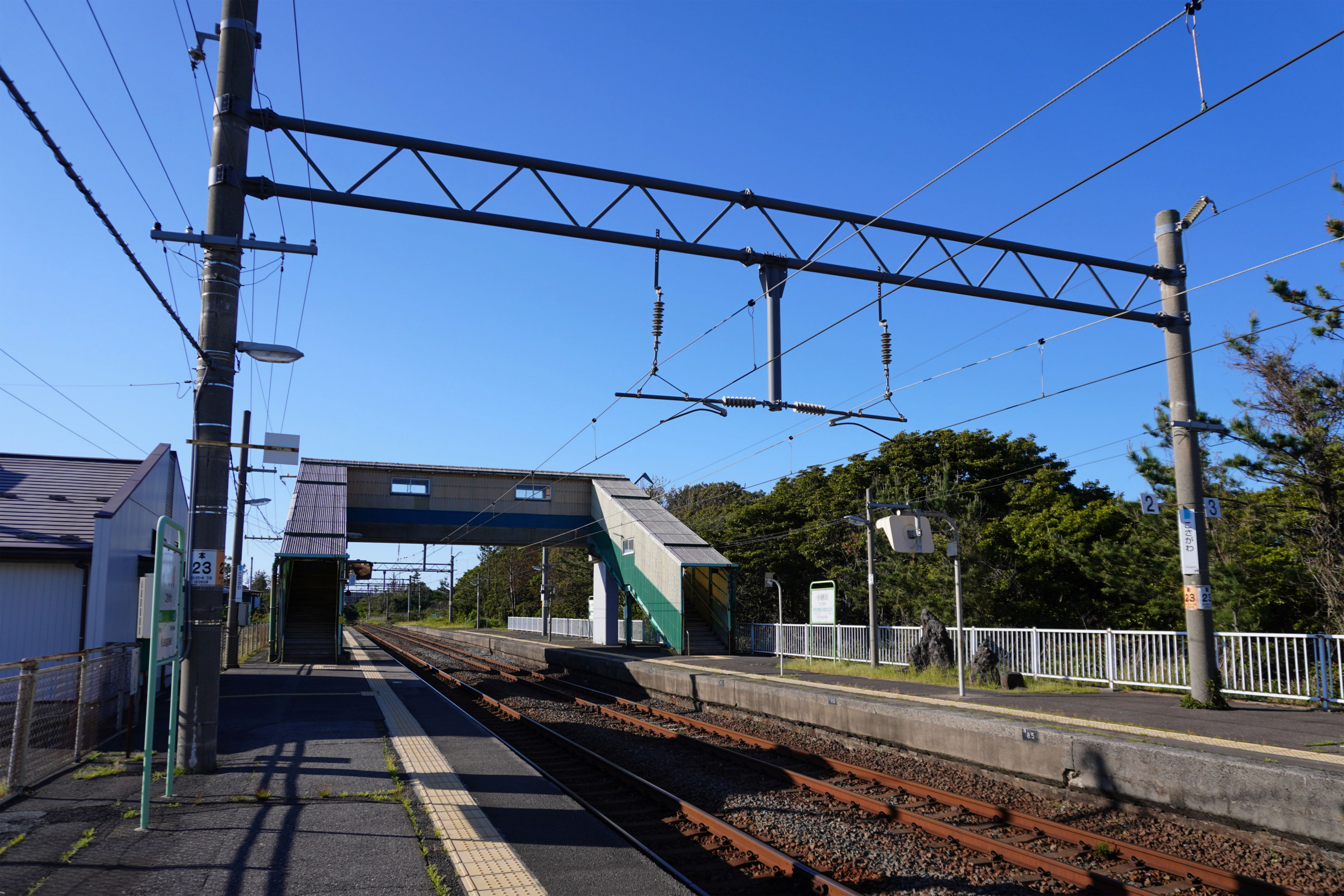
ホーム（2024年5月）

## 利用状況
JR東日本によると、2000年度（平成12年度）- 2014年度（平成26年度）の1日平均乗車人員の推移は以下のとおりであった。
| 1日平均乗車人員推移 | 1日平均乗車人員推移 | 1日平均乗車人員推移 | 1日平均乗車人員推移 | 1日平均乗車人員推移 |
| 年度                | 定期外              | 定期                | 合計                | 出典                |
| ------------------- | ------------------- | ------------------- | ------------------- | ------------------- |
| 2000年（平成12年）  |                     |                     | 118                 | [ 利用客数 1 ]      |
| 2001年（平成13年）  |                     |                     | 105                 | [ 利用客数 2 ]      |
| 2002年（平成14年）  |                     |                     | 84                  | [ 利用客数 3 ]      |
| 2003年（平成15年）  |                     |                     | 57                  | [ 利用客数 4 ]      |
| 2004年（平成16年）  |                     |                     | 58                  | [ 利用客数 5 ]      |
| 2005年（平成17年）  |                     |                     | 53                  | [ 利用客数 6 ]      |
| 2006年（平成18年）  |                     |                     | 42                  | [ 利用客数 7 ]      |
| 2007年（平成19年）  |                     |                     | 38                  | [ 利用客数 8 ]      |
| 2008年（平成20年）  |                     |                     | 34                  | [ 利用客数 9 ]      |
| 2009年（平成21年）  |                     |                     | 37                  | [ 利用客数 10 ]     |
| 2010年（平成22年）  |                     |                     | 32                  | [ 利用客数 11 ]     |
| 2011年（平成23年）  |                     |                     | 26                  | [ 利用客数 12 ]     |
| 2012年（平成24年）  | 10                  | 18                  | 28                  | [ 利用客数 13 ]     |
| 2013年（平成25年）  | 10                  | 23                  | 34                  | [ 利用客数 14 ]     |
| 2014年（平成26年）  | 10                  | 19                  | 29                  | [ 利用客数 15 ]     |

## 駅周辺
- 小砂川海水浴場
- 上浜郵便局
- 国道7号（小砂川バイパス）
- 羽後交通「小砂川駅前」停留所

## 隣の駅
東日本旅客鉄道（JR東日本）
■羽越本線
吹浦駅 - 女鹿駅（※） - 小砂川駅 - 上浜駅
（※）一部の列車は女鹿駅に停車しない。

### 記事本文
1. 1 2 3 4 5  「駅の情報（小砂川駅）：JR東日本」東日本旅客鉄道。2024年8月27日時点のオリジナルよりアーカイブ。2024年9月6日閲覧。
2. 1 2  「鐵道省告示第156号」『官報』1921年11月12日（国立国会図書館デジタルコレクション）
3. 1 2 3  石野哲（編）『停車場変遷大事典 国鉄・JR編 Ⅱ』（初版）JTB、1998年10月1日、563-564頁。ISBN 978-4-533-02980-6。
4. ↑  「通報 ●羽越本線南鳥海駅ほか17駅の駅員無配置について（旅客局）」『鉄道公報』日本国有鉄道総裁室文書課、1972年9月30日、11面。
5. ↑  「無人駅 羽越線・小砂川駅」『秋田魁新報』秋田魁新報社、1975年7月17日、夕刊、3面。
6. ↑  「カプセル駅舎はいかが・・・ 利用者の評判も上々 完成まで一週間 海上コンテナ改良」『交通新聞』交通協力会、1982年12月11日、2面。
7. ↑  「Suicaエリア外もチケットレスで! 東北エリアから「えきねっとQチケ」がはじまります (PDF)」（プレスリリース）、東日本旅客鉄道、2024年7月11日。2024年8月11日閲覧。
8. 1 2  「JR東日本：駅構内図・バリアフリー情報（小砂川駅）」東日本旅客鉄道。2024年5月1日閲覧。

### 利用状況
1. ↑  「JR東日本：各駅の乗車人員（2000年度）」東日本旅客鉄道。2025年7月17日閲覧。
2. ↑  「JR東日本：各駅の乗車人員（2001年度）」東日本旅客鉄道。2025年7月17日閲覧。
3. ↑  「JR東日本：各駅の乗車人員（2002年度）」東日本旅客鉄道。2025年7月17日閲覧。
4. ↑  「JR東日本：各駅の乗車人員（2003年度）」東日本旅客鉄道。2025年7月17日閲覧。
5. ↑  「JR東日本：各駅の乗車人員（2004年度）」東日本旅客鉄道。2025年7月17日閲覧。
6. ↑  「JR東日本：各駅の乗車人員（2005年度）」東日本旅客鉄道。2025年7月17日閲覧。
7. ↑  「JR東日本：各駅の乗車人員（2006年度）」東日本旅客鉄道。2025年7月17日閲覧。
8. ↑  「JR東日本：各駅の乗車人員（2007年度）」東日本旅客鉄道。2025年7月17日閲覧。
9. ↑  「JR東日本：各駅の乗車人員（2008年度）」東日本旅客鉄道。2025年7月17日閲覧。
10. ↑  「JR東日本：各駅の乗車人員（2009年度）」東日本旅客鉄道。2025年7月17日閲覧。
11. ↑  「JR東日本：各駅の乗車人員（2010年度）」東日本旅客鉄道。2025年7月17日閲覧。
12. ↑  「JR東日本：各駅の乗車人員（2011年度）」東日本旅客鉄道。2025年7月17日閲覧。
13. ↑  「JR東日本：各駅の乗車人員（2012年度）」東日本旅客鉄道。2025年7月17日閲覧。
14. ↑  「各駅の乗車人員 2013年度 ベスト100以外（9）：JR東日本」東日本旅客鉄道。2025年7月17日閲覧。
15. ↑  「各駅の乗車人員 2014年度 ベスト100以外（9）：JR東日本」東日本旅客鉄道。2025年7月17日閲覧。